# Kabaçınar, Turgutlu
Kabaçınar là một xã thuộc huyện Turgutlu, tỉnh Manisa, Thổ Nhĩ Kỳ. Dân số thời điểm năm 2011 là 300 người.